# あやべ水無月まつり
あやべ水無月まつり（あやべみなつきまつり）とは、京都府綾部市で毎年7月第4土曜日に開催されている祭。あやべ水無月まつり実行委員会（綾部商工会議所内）の主催。
キャッチフレーズは、京都丹波 星降る街の 夏まつり。

## 概要
「あやべ水無月まつり」は、綾部市で毎年7月第4土曜日に、市街地中心部から由良川に至るまでの一帯で開催されている。
祭の起源は、明治末期、先祖の供養に川へ灯篭を流したのが始まりと言われている。現在、平和を祈る万灯流しとして続いており、色とりどりの灯篭約1万個が由良川に流される。続いて、花火が由良川中洲付近から打ち上げられる。この付近は盆地状の地形であり、打ち上げの音が、市内一円に響くほか、遠く舞鶴市まで聞こえることもある。
近年では、市内のコミュニティFMであるFMいかる(76.3MHz)による実況アナウンスが行われている。

## 内容
綾部太鼓の市街地巡回演奏
- 場所：綾部市民センター付近
- 時間：10:00 - 12:00

屋台村
- 場所：西町アイタウンから由良川付近一円
- 時間：17:00 -

あやべ良さ来い（踊り）
- 場所：西町アイタウン一帯
- 時間：第1部：17:15 - 19:50、第2部：20:40 - 21:45

献灯神事と平和祈願万灯流し・・・約1万個の万灯が水面に揺れる
- 場所：由良川
- 時間：19:30 -

花火大会（荒天の場合中止）
- 場所：由良川・綾部大橋付近
- 時間：20:00 - 20:45
- 打ち上げ数：約4,000発

## 交通アクセス
- 舞鶴若狭自動車道 綾部IC から約5分
- JR西日本 舞鶴線 綾部駅 より徒歩約10分、タクシー等で約5分
- 無料臨時駐車場有：12か所、計約1,200台分

## 沿革
- 明治末期：万灯流しが始まる
- XXXX年[いつ?]：花火大会を開始
- 2000年（平成12年）：「あやべ良さ来い」を開始